# جوزيف أ. جاكسون
جوزيف أ. جاكسون (بالإنجليزية: Joseph A. Jackson)‏ هو مهندس معماري أمريكي، ولد في 1861 في واتربوري في الولايات المتحدة، وتوفي في 1940.